# Чорна кава (фільм 2007)
«Чорна кава» - це канадський документальний фільм 2007 року, присвячений складній історії кави та деталізації її політичного, соціального та економічного впливу від минулих часів до сьогодні.
Фільм показує чому кава займає восьму позицію серед найбільш продаваних легальних товарів у світі і є четвертою серед найцінніших сільськогосподарських товарів. Проте лише один цент із 2 доларів від продажу однієї чашки кави отримує той, хто її вирощує. Така несправедливість вплинула на перебіг подій під час розвитку історії континентів і Холодної війни.

## Зміст
Примітка: Опис охоплює останню частину фільму.
У 1773 році кава була другорядним продуктом в Північній Америці, але після Бостонського чаювання політичні погляди та патріотизм людей все частіше визначались тим, що вони пили: каву чи чай. Масове виробництво кави на американських континентах розпочалося тоді, коли дружина губернатора Французької Гвінеї подарувала своєму бразильському коханцю Франсіску Поллетта квіти з прихованими родючими кавовими зернами, експорт яких був незаконним. Контрабандні боби дозволили Бразилії стати світовим локомотивом з виробництва кави, що сприяло модернізації країни, знищенню її тропічних лісів та закріпленню рабовласницької торгівлі. Ця продукція принесла величезне багатство кавовим баронам і зробила із Бразилії останню країну в Америці, яка скасувала рабство.
На початку 19 століття більшість людей смажили власну каву вдома. Коли винайшли самоочищувальну жарівню і паперові мішки, Джон Арбакл побачив у цьому можливість продавати попередньо обжарену каву людям і створив машину, яка "наповнювала, зважувала, запечатувала та маркувала каву у паперових пакетах". Компанія "Arbuckle Ariosa Coffee" стала загальнонаціональним брендом і була особливо популярною серед населення, яке раділо "перемозі над Заходом". Дж. Фолгер та його брати ризикнули поїхати в Сан-Франциско за часів золотої лихоманки, але сам опинився в місті, працюючи теслею та будуючи фабрику для виробництва кави та спецій. Незабаром Фолгер усвідомив, що можна заробити ціле багатство смаженням і розмелюванням кави для розвідувачів золота, яким не вистачало домашніх зручностей.
Бум і спад вирощування кавових бобів глибоко вплинули на виробництво кави в Південній Америці. Перевиробництво в Бразилії понизило ціни на каву настільки, що з'явився страх повстання в країні. Потрібно було скоординувати сили для підтримки виробництва кави та підвищення ціни. Багато плантацій вийшли за межі та навіть збільшили виробництво кави, щоб заробити більше грошей, тоді як ціна була штучно високою. Це стало причиною того, що ринок кави зазнав краху за кілька тижнів перед крахом Волл Стріт у 1929, що і викликало Велику депресію. Обвал ринку кави спричинив повалення бразильського уряду під час Революції 1930 року, після чого кавові барони обрали Гетюліо Варгаса, щоб керувати одноосібно. Він наказав масово палити запаси кави, але ціна не відновилася.
Під час Великої депресії незалежні кавові бренди збанкрутували або консолідувалися великими брендами. У Другій світовій війні розчинна кава стала найкращим способом тримати солдатів напоготові і в теплі. Сполучені Штати викупили всю бразильську кавову продукцію з 1941 по 1943 рік. Коли війна закінчилася, американські кавові компанії розпочали цінову війну із розчинною кавою, внаслідок чого дешевшали боби.
У середині 1950-х погана погода в Бразилії призвела до подорожчання кави та слухань в Конгресі з цього приводу. На слуханнях 1950 р. адвокат Південної Америки пояснив, що ця країна потребує значного розвитку і якщо буде встановлена справедлива ціна на каву, це виведе мільйони з бідності. Цю промову здебільшого проігнорували виробники кави та споживачі: країни, що виробляють каву, створюють Хуана Вальдеса у намаганні виховати американського споживача, а Панамериканське кав'ярне бюро популяризує термін " перерва на каву". Однак, незважаючи на збільшення споживання, ціна залишалася низькою, оскільки Бразилія продовжувала виготовляти занадто багато; після цього слідував імпічмент Гетьюліо Варгаса. Варгас написав лист, що стосується виробництва кави в його країні, а потім здійснив самогубство.
Ці події підкреслюють епоху комунізму в Південній Америці, коли захоплювались кавові плантації, а ЦРУ спонукало перевороти для того, щоб повернути стабільне виробництво кави. Для того, щоб стримувати комуністичні революції в Південній Америці, Сполучені Штати підписують Міжнародну кавову угоду. Було введено системи квот, які обмежує обсяги імпорту та експорту кавових країн, щоб зберегти ціну стабільною. Але враховуючи постійні розбіжності між країнами щодо дозволеного імпортування, в 1989 році після закінчення Холодної війни, система зруйнувалася, викликаючи різке падіння цін. Бразилія відреагувала модернізацією та автоматизацією виробництва кави, що дозволяло бути рентабельними, навіть коли ціни падає. Виробництво кави у В'єтнамі різко зросло протягом десятиліття. Це викликало кризу у багатьох країнах Південної та Центральної Америки, які не модернізували свої кавові плантації.
Ці наслідки спричинили події, які висвітлювалися на перших шпальтах видань, зокрема, коли 14 мексиканських кавових фермерів померли, намагаючись перетнути кордон з Аризоною, шукаючи роботу. Повільно зростала поінформованість серед споживачів про те, де вирощується їх кава та хто отримує від неї користь.